# Thogsennia lindeniana
Thogsennia lindeniana är en måreväxtart som först beskrevs av Achille Richard, och fick sitt nu gällande namn av Annette Aiello. Thogsennia lindeniana ingår i släktet Thogsennia och familjen måreväxter. Inga underarter finns listade i Catalogue of Life.